# Eriksholm: The Stolen Dream
Eriksholm: The Stolen Dream — пригодницька гра в жанрі стелс-гра, яку розробила шведська студія River End Games і випустили Nordcurrent. Події розгортаються у вигаданому місті Еріксхолм, де головна героїня, молода сирота Ханна, намагається знайти свого зниклого брата Германа.
Гра виконана в ізометричному стилі та пропонує вибір одного з трьох персонажів, зокрема Ханни. Гравцям належить досліджувати місто, виконувати завдання, розгадувати головоломки та використовувати стелс-механіки для уникнення ворогів.
Світ гри натхненний скандинавською архітектурою початку XX століття. Випуск Eriksholm: The Stolen Dream заплановано на 2025 рік для платформ PlayStation 5, Windows та Xbox Series X/S.

## Ігровий процес
Eriksholm: The Stolen Dream — це пригодницька стелс-гра з ізометричною перспективою, що дозволяє гравцеві вільно керувати камерою для кращого огляду оточення.
Головною героїнею на початку гри є Ханна, молода сирота, яка вирушає на пошуки зниклого брата Германа у вигаданому місті Еріксхолм. У ході сюжету до неї приєднуються ще два персонажі — Альва та Себастьян, які стають доступними для гри та допомагають у подорожі. Після їхнього приєднання гравець може перемикатися між персонажами у будь-який момент, використовуючи їхні унікальні здібності для виконання завдань, вирішення головоломок та проходження рівнів різними способами.
Кожен персонаж має власні навички та інструменти: Ханна може пролазити через вентиляційні отвори, Альва — підійматися по дренажних трубах, а Себастьян — плавати. Основний ігровий процес зосереджений на стелсі, а в разі, якщо персонажа помічають вороги, гра повертає його до моменту незадовго до виявлення.
Рівні можна досліджувати повторно, відкриваючи нові маршрути, збираючи колекційні предмети та використовуючи різні підходи до проходження, залежно від обраного персонажа.

## Події
Події гри відбувається у вигаданому місті Еріксхольм і зосереджена навколо молодої сироти Ханни, чий брат Герман зникає після крадіжки цінного артефакту, що привертає увагу поліції. Об’єднавшись із Альвою та Себастьяном, Ханна вирушає на пошуки правди про зникнення брата, а події, що розгортаються, поступово перетворюють їх на символи змін.

## Розробка та реліз
Eriksholm: The Stolen Dream було розроблено студією River End Games, яка складається з 19 ветеранів AAA-індустрії, що раніше працювали над такими проектами, як Battlefield, Little Nightmares, Mirror's Edge та Unravel. Сеттинг гри черпає натхнення з архітектури та міст Скандинавії початку 20-го століття, зокрема з Гетеборга, де знаходиться студія, а також Стокгольма та Мальме, Швеція. Спочатку розробники створили передісторію гри та розробили персонажів, а потім вибрали своїх улюблених і створили для них індивідуальні сюжетні лінії.
Коли студія розпочала попереднє виробництво, вона розглядала використання або Unreal Engine 5, або Unity. Однак, оскільки Unity на той момент ще не реалізувала фізичний рендеринг, команда River End вирішила, що Unreal Engine стане «природним вибором». Спочатку для сканування обличчя використовувалася власна технологія, яка давала «дуже хороші» результати, хоча процес був описаний як «дуже повільний і виснажливий». Пізніше розробники перейшли на технологію MetaHuman від Epic Games, щоб перенести обличчя акторів на моделі персонажів, оцінивши її як «надзвичайно корисний інструмент» для їхньої невеликої команди. Для покращення продуктивності студія застосувала «статичне освітлення», використовуючи технологію освітлення Lumen від Unreal Engine для попередньо відрендерених кінематографічних сцен.
Eriksholm: The Stolen Dream було анонсовано на Future Games Show у червні 2024 року. Офіційний випуск гри на PlayStation 5, Windows та Xbox Series X/S відбувся 15 липня 2025 рік.